# Gorenji Maharovec
Gorenji Maharovec je naselje u slovenskoj Općini Šentjerneju. Gorenji Maharovec se nalazi u pokrajini Dolenjskoj i statističkoj regiji Donjoposavskoj regiji. 

## Stanovništvo
Prema popisu stanovništva iz 2002. godine naselje je imalo 65 stanovnika.